# Weidlehaus
Das Weidlehaus ist ein freistehender Walmdachbau am Residenzplatz in Kempten (Allgäu). Das klassizistische Gebäude mit Fledermausgauben wurde 1833 errichtet, es steht mit der Anschrift Königstraße 25 unter Denkmalschutz (D-7-63-000-110). In direkter Nachbarschaft befindet sich das Bachschmidhaus.
Das dreistöckige Gebäude hat pro Fassade fünf Fensterachsen. Im Erdgeschoss befinden sich in der klassischen Putzquaderung seit 1959 großflächige Geschäftsfenster. Die Obergeschosse haben einen glatten Putz mit Ecklisenen. Im ersten Geschoss sind Rundbogenfenster, im zweiten Rechteckfenster.
Zeitweise war in dem Gebäude die naturkundliche Sammlung (die sogenannte Reiser-Sammlung) der Stadt und das Büro des Heimatpflegers Alfred Weitnauer. Mittlerweile ist das Weidlehaus Bestandteil der umliegenden Geschäftshäuser der Sparkasse Allgäu.

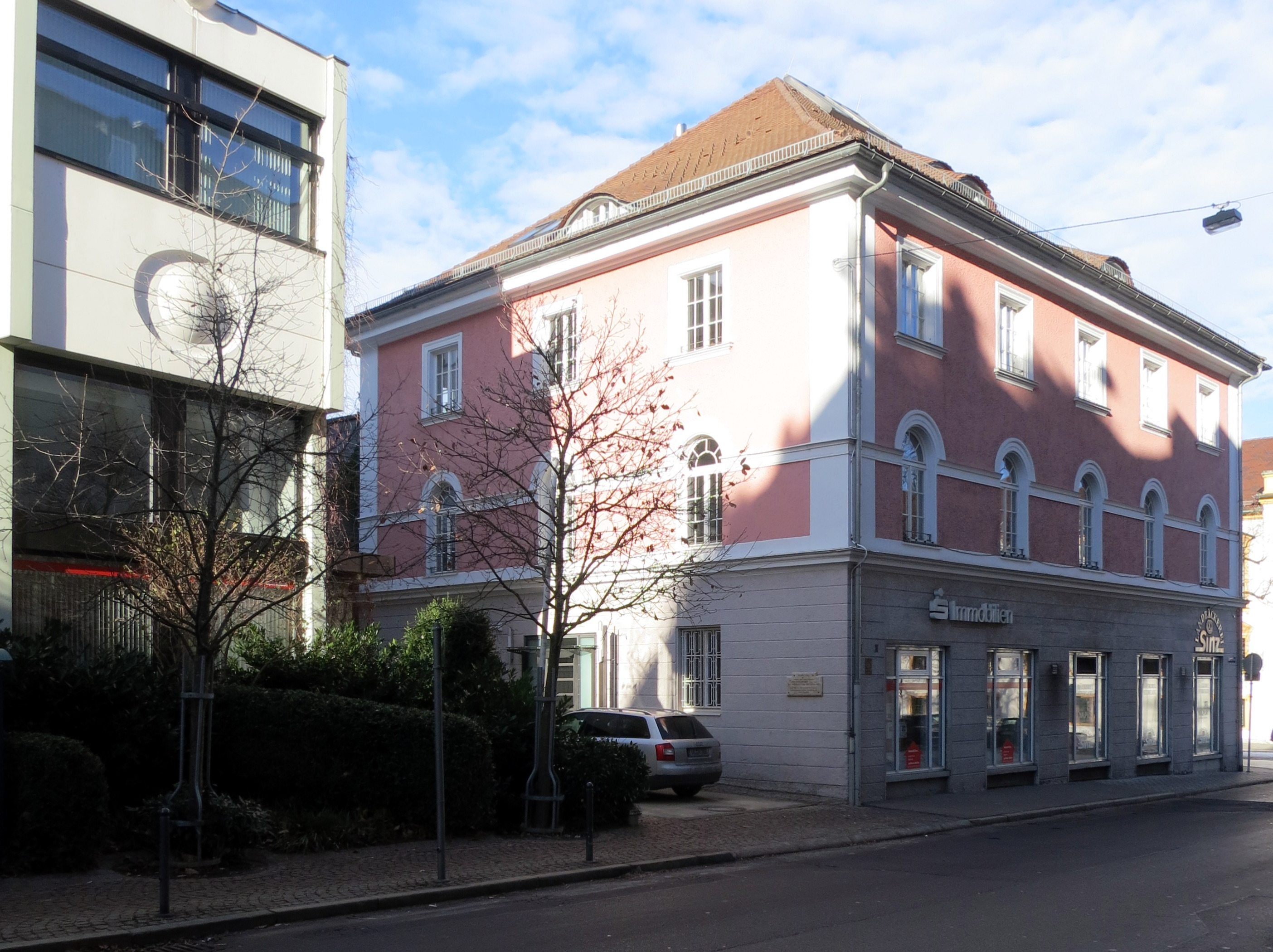
Weidlehaus in Kempten (Aufnahme vom Südostenaus)
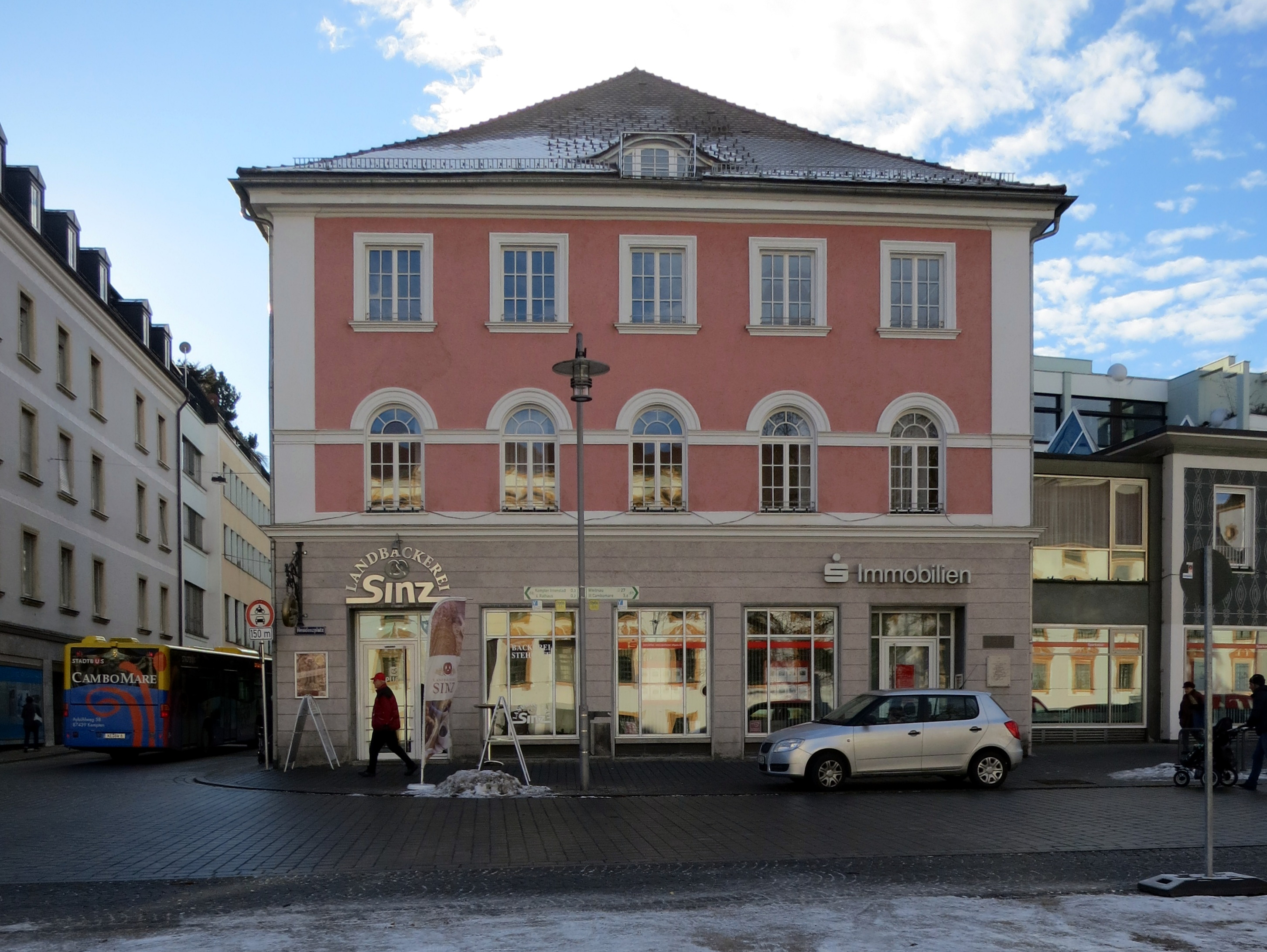
Weidlehaus in Kempten (Aufnahme vom Norden aus)
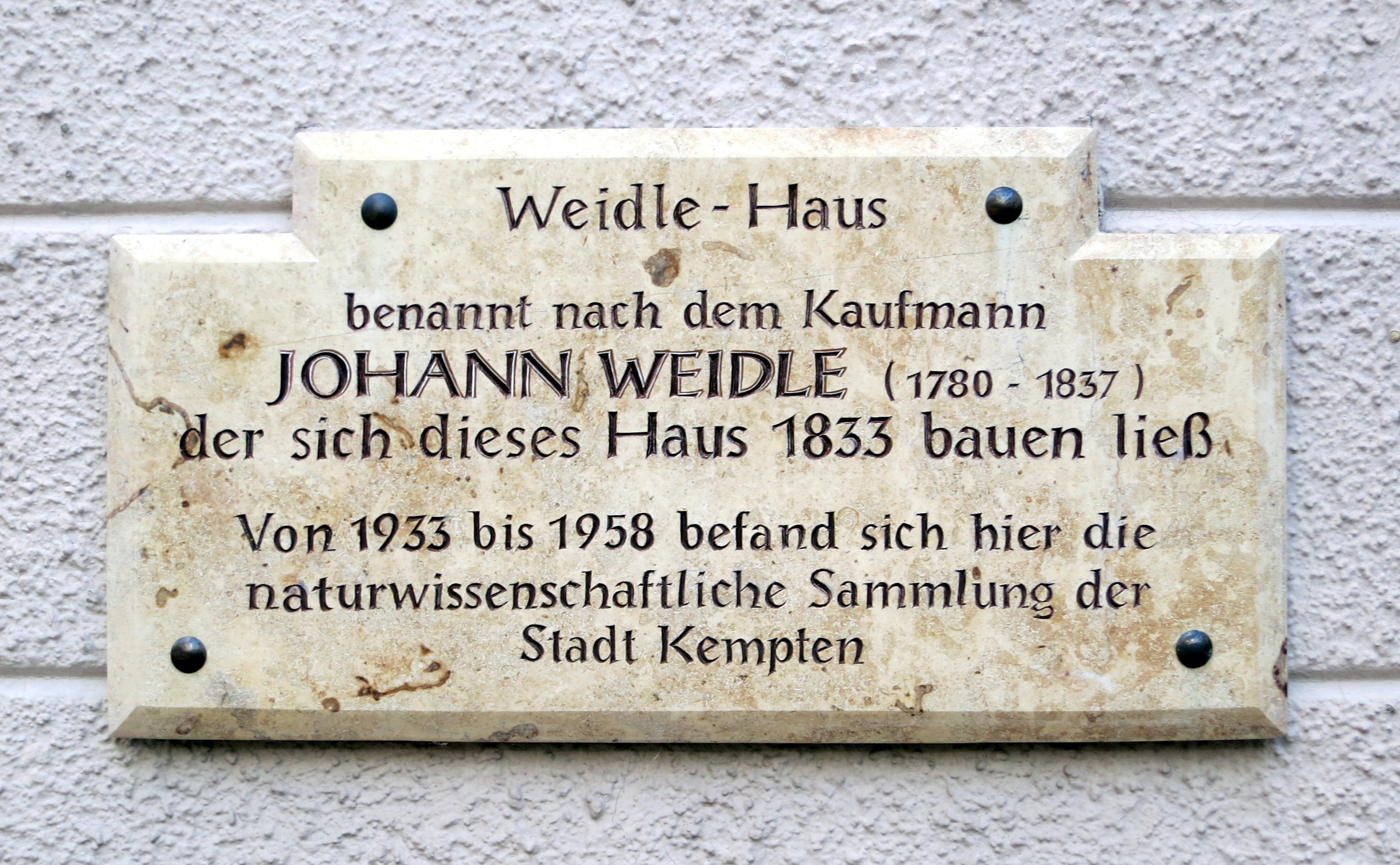
Weidlehaus in Kempten (Tafel mit Details zum Namensgeber)
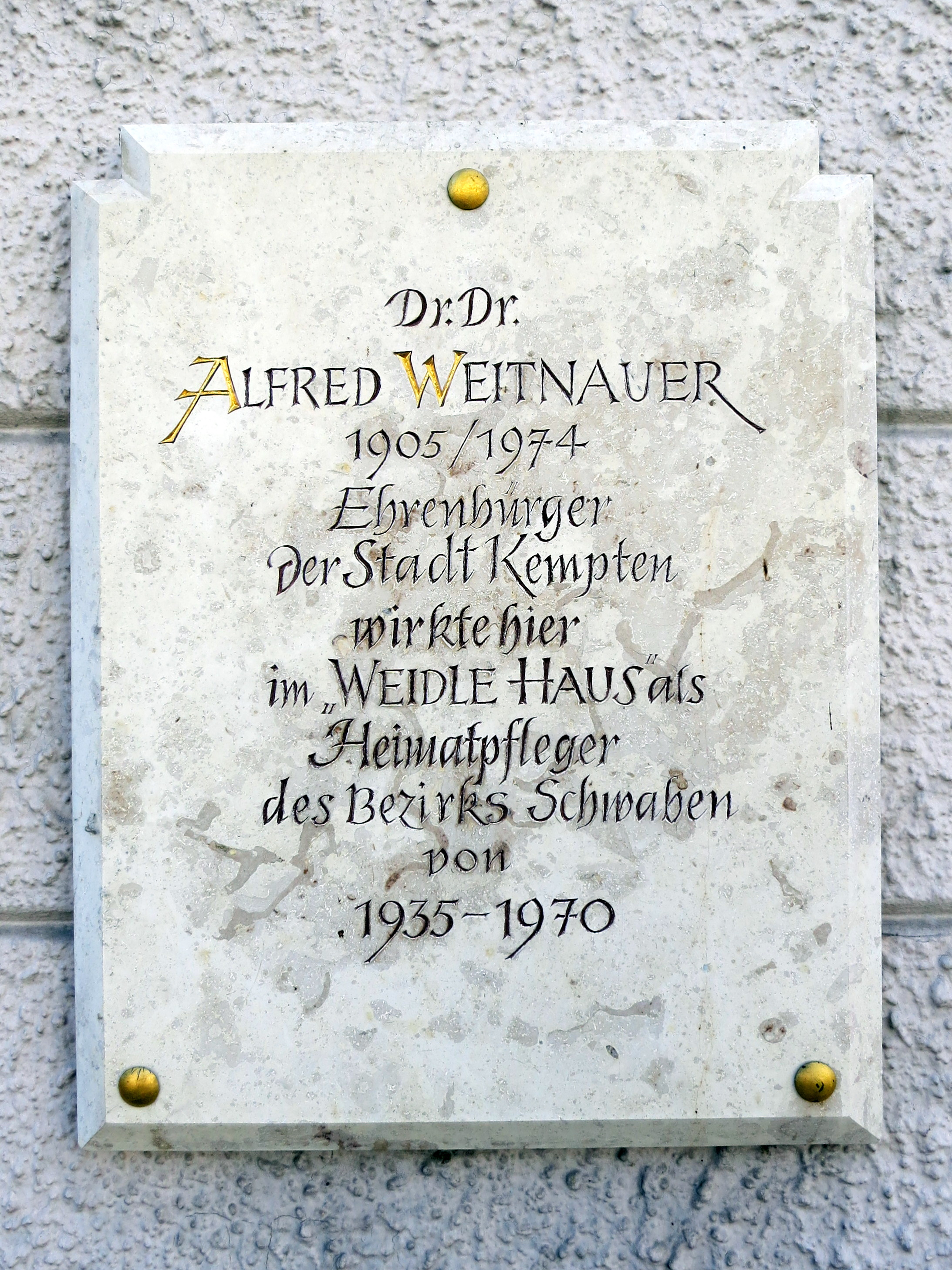
Weidlehaus in Kempten (Tafel mit Details zu Alfred Weitnauer)